# Cleora inoffensa
Cleora inoffensa là một loài bướm đêm thuộc họ Geometridae. Nó được tìm thấy ở Himalaya, Sundaland, Philippines, Sulawesi và on the Solomons.